# Rjúdži Mičiki
Rjúdži Mičiki (* 25. srpen 1973) je bývalý japonský fotbalista.

## Reprezentace
Rjúdži Mičiki odehrál 4 reprezentační utkání. S japonskou reprezentací se zúčastnil letních olympijských her 1996.

## Statistiky
| Japonsko | Japonsko | Japonsko |
| Roky     | Záp.     | Góly     |
| -------- | -------- | -------- |
| 1996     | 1        | 0        |
| 1997     | 3        | 0        |
| Celkem   | 4        | 0        |